# Đurđica Bjedov
Đurđica Bjedov (Split, 5 de abril de 1947) é uma ex-nadadora croata, que ganhou duas medalhas nos Jogos Olímpicos da Cidade do México em 1968 pela extinta Iugoslávia.